# Ніна Ніттінгер
Ніна Ніттінгер (нім. Nina Nittinger; нар. 16 червня 1976) — колишня німецька тенісистка.
Найвищу одиночну позицію світового рейтингу — 286 місце досягла 23 червня 1997, парну — 271 місце — 21 червня 1999 року.
Здобула 2 одиночні та 5 парних титулів.

## Фінали ITF

### Одиночний розряд: 4 (2–2)
| Результат | Дата            | Турнір                    | Покриття | Суперниця          | Рахунок     |
| --------- | --------------- | ------------------------- | -------- | ------------------ | ----------- |
| Поразка   | 22 серпня 1994  | ITF Хайфа, Ізраїль        | Тверде   | Ширі Бурштейн      | 6–7(0), 0–6 |
| Поразка   | 11 вересня 1995 | ITF Букараманга, Колумбія | Ґрунт    | Маріана Діас-Оліва | 5–7, 2–6    |
| Перемога  | 21 липня 1996   | ITF Сан-Паулу, Бразилія   | Ґрунт    | Мартіна Неєдли     | 6–4, 6–4    |
| Перемога  | 1 вересня 1996  | ITF Ла-Пас, Болівія       | Ґрунт    | Х'яна Гутьєррес    | 7–6, 6–3    |

### Парний розряд: 9 (5–4)
| Результат | Дата              | Турнір                                      | Покриття | Партнерка           | Суперниці                           | Рахунок       |
| --------- | ----------------- | ------------------------------------------- | -------- | ------------------- | ----------------------------------- | ------------- |
| Перемога  | 31 січня 1994     | ITF Стамбул, Туреччина                      | Тверде   | Радка Сурова        | Даньєла Івана Мадаліна Мікулаїта    | 6–1, 6–3, 6–4 |
| Перемога  | 13 листопада 1995 | ITF Сан-Сальвадор, Сальвадор                | Ґрунт    | Джоанн Мур          | Кейрстен Еллі Енджела Бернал        | 6–3, 3–6, 6–3 |
| Поразка   | 20 листопада 1995 | ITF Кюрасао, Нідерланди                     | Тверде   | Х'яна Гутьєррес     | Джессіка Фернандес Корнелія Ґрунес  | 2–6, 1–6      |
| Поразка   | 18 березня 1996   | ITF Найробі, Кенія                          | Тверде   | Мартіне Воссенберґ  | Одра Бреннон Дана Еванс             | 4–6, 1–6      |
| Перемога  | 21 липня 1996     | ITF Сан-Паулу, Бразилія                     | Ґрунт    | Флоренсія Сіанфагна | Херальдін Айсенберг Рената Діес     | 6–4, 4–6, 6–2 |
| Перемога  | 7 вересня 1998    | ITF Ліма, Перу                              | Ґрунт    | Маріана Меса        | Наталія Гуссоні Сабріна Валенті     | 6–3, 7–5      |
| Поразка   | 28 вересня 1998   | ITF Кордова, Аргентина                      | Ґрунт    | Камілла Кремер      | Еухенія Чіальво Хорхеліна Краверо   | 4–6, 6–2, 3–6 |
| Перемога  | 7 жовтня 2001     | ITF Санто-Домінго, Домініканська Республіка | Ґрунт    | Дженніфер Шмідт     | Жаклін Фреліх Жаклін Розен          | 7–5, 6–3      |
| Поразка   | 26 серпня 2002    | ITF Бухарест, Румунія                       | Ґрунт    | Івета Герлова       | Габріела Нікулеску Моніка Нікулеску | 2–6, 2–6      |